# Петар Бочкай
Петар Бочкай (хорв. Petar Bočkaj, нар. 23 липня 1996, Загреб, Хорватія) — хорватський футболіст, фланговий захисник загребського «Динамо».

## Ігрова кар'єра

### Клубна
Петар Бочкай є вихованцем клубної академії загребського «Динамо», де з 2011 року він грав у молодіжних командах. Через високу конкуренцію у складі Бочкай не зумів пробитися до основи команди і в 2014 році підписав контракт з клубом нижчого дивізіону «Максімір». Вже наступного року футболіст перейшов до клубу «Інтер» (Запрешич) і 10 липня 2015 року Петар дебютував у вищому дивізіоні чемпіонату країни.
Сезон 2016/17 футболіст провів у загребському клубі «Локомотива», а влітку 2017 року приєднався до клубу «Осієк». У грудні 2021 року Бочкай повернувся до свого першого клубу — «Динамо» (Загреб). Разом з «Динамо» Бочкай двічі вигравав національний чемпіонат Хорватії. Сезон 2023/24 футболіст провів, граючи в оренді у складі кіпрського «Пафос», з яким виграв Кубок Кіпру.

### Збірна
У складі юнацької збірної Хорватії (U-17) Петар Бочкай брав участь у юнацькому чемпіонаті світу в ОАЕ. Також він провів три гри за молодіжну збірну Хорватії.

## Ттитули
Динамо (Загреб)
 Чемпіон Хорватії (2): 2021/22, 2022/23
 Переможець Суперкубка Хорватії (2): 2022, 2023
Пафос
 Переможець Кубка Кіпру: 2023/24